# Malouy
Malouy är en kommun i departementet Eure i regionen Normandie i norra Frankrike. Kommunen ligger i kantonen Bernay-Ouest som tillhör arrondissementet Bernay. År 2022 hade Malouy 171 invånare.

## Befolkningsutveckling
Antalet invånare i kommunen Malouy
Referens:INSEE